# Altenberg-Lieder
Altenberg Lieder, op. 4 es el nombre por el que se conoce a las Cinco canciones orquestales compuestas por Alban Berg entre 1911 y 1912. El título original es Cinco canciones orquestales sobre poemas para postales de Peter Altenberg (en alemán: Fünf Orchesterlieder, nach Ansichtkarten-Texten von Peter Altenberg). Son piezas que están basadas en poemas de Peter Altenberg, por esa razón el ciclo se denomina Altenberg Lieder. Dos de las canciones fueron estrenadas bajo la batuta del maestro de Berg, Arnold Schoenberg en el Musikverein de Viena el 31 de marzo de 1913.

## Historia
Berg compuso estas canciones después de haberse formado con Arnold Schoenberg y tras haber abandonado las reglas de la tonalidad tradicional. Las piezas están basada en la producción poética de Peter Altenberg, un célebre escritor vienés, contemporáneo de Berg.
Dos de las canciones fueron estrenadas bajo la batuta del maestro de Berg, Arnold Schoenberg en el Musikverein de Viena el 31 de marzo de 1913. En el programa se incluyeron también Kindertotenlieder de Gustav Mahler y las Seis piezas para orquesta de Anton Webern.

## Análisis musical

### Instrumentación
Las piezas están escritas para voz media, mezzosoprano, y los siguientes instrumentos:
- 3 flautas (el tercero doblando al piccolo), 3 oboes (el tercero doblando al corno inglés), 3 clarinetes en Si bemol (el tercero doblando al clarinete en Mi bemol), clarinete bajo en Si bemol, 3 fagotes (el tercero doblando al contrafagot);
- 4 trompas en Fa, 3 trompetas en Fa, 4 trombones (primero duplicando el trombón alto), tuba (duplicando la tuba bajo);
- Timbales, percusión (3 intérpretes), xilófono, glockenspiel, arpa, celesta, piano, armonio;
- cuerdas: violines I y II, violas, violonchelos, contrabajos.

### Estructura
Las cinco canciones que conforman la pieza musical son las siguientes:
1. Seele, wie bist du schöner (Alma, cuánto más bella eres)
2. Sahst du nach dem Gewitterregen den wald (Has visto el bosque tras la tormenta)
3. Über die Grenzen des All (Más allá de los confines del universo)
4. Nichts ist gekommen (Nada ha venido)
5. Hier ist Friede (Aquí está la Paz)

En este ciclo de canciones se aprecia la influencia de La canción de la tierra compuesta por Gustav Mahler, que fue estrenada en 1911 causando una gran impresión en Berg. 
Los textos provienen de «Textos para Postales» del poeta Peter Altenberg y tratan de la condición tormentosa pero hermosa del alma, así como de las sensaciones palpables de amor y nostalgia. La orquestación gigantesca de Alban Berg, quien al mismo tiempo orquestaba junto a Schoenberg las piezas conocidas como Gurrelieder, contribuyen a la temperamental naturaleza de los poemas sobre amor y deseo. 
La música está llena de ostinati desplazados y de la conflictiva pasión lírica que se encuentra en gran parte de las obras de Berg. 

## Discografía selecta
De esta pieza se han realizado una serie de grabaciones entre las que destacan las siguientes. Han sido grabadas, entre otros, por Evelyn Lear, Juliane Banse y Renée Fleming.
- 1989 – Leontyne Price, London Symphony Orchestra, Claudio Abbado
- 1993 – Brigitte Balleys, Orquesta Sinfónica Alemana de Berlín, Vladimir Ashkenazy
- 1995 – Jessye Norman, London Symphony Orchestra, Pierre Boulez
- 1999 – Margaret Price, London Symphony Orchestra, Claudio Abbado
- 2009 – Christiane Iven, Orquesta Filarmónica de Estrasburgo, Marc Albrecht